# Carlo Barberini (1630-1704)
Carlo Barberini (1 de junho de 1630 – 2 de outubro de 1704), foi um cardeal católico italiano e membro da família Barberini. Foi o sobrinho-neto de Maffeo Barberini (Papa Urbano VIII) e filho de Taddeo Barberini (Príncipe da Palestrina).

## Biografia
Carlo Barberini nasceu em 1 de junho de 1630, em Roma; era o filho de Taddeo Barberini, Príncipe de Palestrina e Ana Colonna, filha de Filippo I Colonna;  e,  irmão mais novo de Lucrezia Barberini e o irmão mais velho de Maffeo Barberini. Foi sobrinho dos irmãos cardeais de Taddeo, Francesco Barberini (sênior) e Antonio Barberini e foi ele próprio tio de Francesco Barberini (junior), filho de seu irmão Maffeo.
Barberini e seu irmão Maffeo desempenharam um papel na reconciliação da família Barberini com o papado (nessa fase sob o Papa Inocêncio X), após as Guerras de Castro. Maffeo se casou com uma sobrinha do Papa Inocêncio X e Carlo foi elevado a cardeal pelo Papa Inocêncio X em 1653. Foi originalmente proposto que Carlo se casasse com a sobrinha do Papa, mas em vez disso, sugeriu que seria uma carreira eclesiástica que buscava .

### Carreira eclesiástica
Barberini participou de sete conclaves papais. Barberini foi o cardeal-diácono do titulus de São Cesário em Palatio (18 de agosto de 1653) , depois de Santo Ângelo em Pescheria (14 de novembro de 1667) e, finalmente, de Santa Maria in Cosmedin (2 de dezembro de 1675). Mais tarde, foi promovido ao posto de cardeal-presbítero do titulus de S. Maria della Pace (27 de setembro de 1683). Depois de se tornar protopresbítero do Sacro Colégio, foi transferido para o título de São Lourenço em Lucina, de sua exclusiva posse de sênior cardeal-presbítero (30 de abril de 1685). Em 1667, foi nomeado arcipreste da Basílica Vaticana.
Carlo Barberini atuou na cúria papal como cardeal protetor do Ducado de Sabóia (de 1671), dos cantões católicos da Suíça (desde 1680) e do Reino da Polônia (a partir de 1681).
Faleceu em 2 de outubro de 1704 e foi enterrado na Basílica de Santa Maria in Aracoeli.

### Conclaves
Participou de 7 Conclaves segue abaixo os que participou
- Conclave de 1655
- Conclave de 1667
- Conclave de 1669–1670
- Conclave de 1676
- Conclave de 1689
- Conclave de 1691
- Conclave de 1700